# Heffingen
Heffingen (luxemburgiska: Hiefenech) är en kommun och en liten stad i centrala Luxemburg. Kommunen ligger i kantonen Mersch. Den hade år 2017, 1 317 invånare. Arean är 13,3 kvadratkilometer.